# Suchá (Lány)
Suchá (německy Sucha) je základní sídelní jednotka obce Lány v okrese Havlíčkův Brod v kraji Vysočina. Nachází se asi 6 km severovýchodně od Chotěboře a 22 km severozápadně od centra Havlíčkova Brodu.
V Suché je registrováno 16 čísel popisných. Protéká tudy potok Barovka, prochází tudy silnice III/34427, která Suchou spojuje s Lány a umožňuje taktéž spojení s Lhůtou a Libicí nad Doubravou.